# Qasr Tuba
Qasr Tuba (àrab: قصر طوب, Qaṣr Ṭūba) o Qasr al-Tuba (àrab: قصر الطوبة, Qaṣr aṭ-Ṭūba) és un dels anomenats castells del desert que es troben a l'est i al sud d'Amman, en Jordània. El Qasr Tuba, a la Governació d'Amman, situat 100 km al sud-est de la capital, en el Wadi Ghadaf, va ser redescobert el 1896 per l'explorador i arabista austro-txec Alois Musil, que havia descobert altres castells en aquest desert ple de fortaleses i palaus abandonats.
El castell, rectangular, construït amb una combinació de blocs d'arenisca i maons, està envoltat per un mur de 140 per 72 metres i està dividit en dos quadrats separats per un passadís. El mur està suportat per torres semicirculars, excepte en el costat nord, on hi ha dues portes flanquejades per dues habitacions quadrades. La secció nord-oest està gairebé intacta i hi ha alguns fragments de mur a l'oest. Només està coberta per una volta de canó feta de maons una allargada estada. Hi ha també alguna construcció en un riu sec proper.
Com la majoria de castells del desert, va ser construït durant el califat omeia de Walid II, al voltant de 743-744.